# Xian de Shangsi
Le xian de Shangsi (上思县 ; pinyin : Shàngsī Xiàn) est un district administratif de la région autonome du Guangxi en Chine. Il est placé sous la juridiction de la ville-préfecture de Fangchenggang.

## Démographie
La population du district était de 204 100 habitants en 2010,dont 86.8 % de Zhuang, groupe ethnique principalement concentré dans cette région.